# Nicklas Højlund
Nicklas Wier Højlund (Copenhagen, 6 marzo 1990) è un ex calciatore danese, di ruolo portiere.